# Horný Pial
Horný Pial (hongrois : Felsőpél) est un village de Slovaquie situé dans la région de Nitra.

## Histoire
Première mention écrite du village en 1251.

## Démographie

### Évolution de la population
| Année:               | 1994. | 2004.   | 2014.   | 2024.   |
| -------------------- | ----- | ------- | ------- | ------- |
| Nombre de personnes: | 307   | 298     | 277     | 287     |
| Différence:          |       | -2,93 % | -7,04 % | +3,61 % |

| Année:               | 2023. | 2024.   |
| -------------------- | ----- | ------- |
| Nombre de personnes: | 279   | 287     |
| Différence:          |       | +2,86 % |